# Saša Jovanović (Kickboxer)
Saša Jovanović (* 27. Februar 1984 in Wien, Österreich) ist ein österreichischer Kampfsportler mit serbischen Wurzeln, der vor allem als Kickboxer, vielmehr jedoch als Thaiboxer in Erscheinung tritt. Der 168 cm große Athlet hat ein Wettkampfgewicht von 63,5 kg, womit er im Mittelgewicht zum Einsatz kommt.

## Leben und Karriere
Saša Jovanović wurde am 27. Februar 1984 als Sohn serbischer Gastarbeiter in der österreichischen Bundeshauptstadt Wien geboren, wo er auch aufwuchs und am 1. September 2001 im Alter von 17 Jahren im Kampfsportcenter Tosan in der Wiener Taborstraße mit dem Kick- und Thaiboxtraining begann. Als Amateur gewann er bereits im nachfolgenden Jahr bei den österreichischen Meisterschaften in der Neulingswertung den ersten Platz im Kickboxen. Einen weiteren österreichischen Meistertitel sicherte er sich auch in der Erwachsenenklasse der Kickboxer, ehe er mit dem österreichischen Nationalkader an der WKA-WM in Marina di Massa in Italien teilnahm und dort Vizeweltmeister im Kickboxen wurde.
Ein Jahr später belegte er im Thaiboxen bei den österreichischen Meisterschaften den zweiten Platz und rangierte auf ebendiesen auch in der IMTF-Wertung, der International Muay Thai Federation. Bei der darauffolgenden WKA-WM 2004 in Basel wurde Jovanović Vizeweltmeister im Thaiboxen, ehe er am 20. März 2005 zum Profi aufstieg und fortan mit Profistatus in Erscheinung trat. An diesem Tag erkämpfte er sich in Wien den österreichischen Titel der WAKO-PRO in der Mittelgewichtsklasse (bis 63,5 kg) im Thaiboxen.
Rund eineinhalb Jahre später feierte er mit dem EM-Titel im Leichtgewicht (bis 60 kg) der International Sport Karate Association (ISKA) seinen nächsten großen Erfolg, als er den ungarischen Thaiboxer Tóth Csaba besiegte. Nur zweieinhalb Monate später erkämpfte er sich in der Schweiz den WM-Titel im Weltergewicht (bis 67 kg) des World Professional Kickboxing Council (WPKC), einem Titel, den einst auch sein österreichischer Landsmann Fadi Merza, wenn auch in der Mittelgewichtsklasse, innehatte. Dabei besiegte er den albanischstämmigen Schweizer Mikel Kolaj. Nach zahlreichen weiteren Kämpfen errang er am 26. Mai 2008 in seiner Heimatstadt Wien den österreichischen Titel des World Muaythai Council (WMC) im Halbweltergewicht (bis 63,5 kg), als er Tschechen Zdenek Slehober besiegte und einige Monate später an der von der World Full Contact Association (WFCA) organisierten Weltmeisterschaft in Bilbao teilnahm. Während dieser konnte er sich in einem Kampf gegen Pedro Filipe im Halbweltergewicht (bis 63,5 kg) den WM-Titel im Kickboxen sichern. Rund ein Jahr ohne neuerlichen Titelgewinn verging, ehe Saša Jovanović am 3. Oktober 2009 in Wien den Ungarn László Simon im Titelkampf um den EM-Titel im Weltergewicht (bis 67 kg) der Oriental Pro Boxing Union (OPBU) basierend auf den K-1-Regeln bezwang.
Nach abermals einem knappen halben Jahr gewann er am 20. März 2010 gegen den Russen Denis Lukaschow auch noch den Kickbox-WM-Titel im Halbweltergewicht (bis 64,5 kg) bei der von der International Sport Karate Association organisierten Weltmeisterschaft in Wiener Neudorf. Nachdem er auch in den nachfolgenden Jahren zahlreiche Kämpfe bestritt und diverse Titel errang, ist er seit dem Jahr 2013 amtierender ISKA-Europameister und hält seit 2014 Weltmeistertitel der World Kickboxing and Karate Union (WKU) und der ISKA. Weiters errang er die Bronzemedaille bei der von der World Association of Kickboxing Organizations (WAKO) organisierten Weltmeisterschaft 2013 in Brasilien. Am 19. Mai 2015 wurde dem serbischstämmigen Athleten vom Wiener Stadtrat Christian Oxonitsch im Wiener Rathaus das Goldene Verdienstzeichen der Republik Österreich verliehen.

## Kampfbilanz
94 Kämpfe; 70 Siegen (20 (T)KOs) stehen 19 Niederlagen gegenüber, bei fünf Unentschieden. (Stand: offenbar Sommer 2015)

## Titel und Erfolge
als Amateur
- 1. Platz ÖM Neuling/Kick 2002
- 1. Platz ÖM/Kick 2002
- 2. Platz ÖM/Thai 2003
- 2. Platz WKA WM/Kick 2002
- 2. Platz ÖM/Thai IMTF 2003
- 2. Platz WKA WM/Thai 2004

als Profi
- Int. österreichischer Titel WAKO-PRO Mittelgewicht (bis 63,5 kg) / Thaiboxen am 20. März 2005 in Wien (Österreich)
- EM-Titel ISKA Leichtgewicht (bis 60 kg) / Thaiboxen gegen Tóth Csaba am 18. September 2006 in Kunszentmárton (Ungarn)
- WM-Titel WPKC Weltergewicht (bis 67 kg) / Thaiboxen gegen Mikel Kolaj am 2. Dezember 2006 in Lugano (Schweiz)
- Int. österreichischer Titel WMC Muay Thai Halbweltergewicht (bis 63,5 kg) gegen Zdenek Slehober am 26. Mai 2008 in Wien (Österreich)
- WM-Titel WFCA Halbweltergewicht (bis 63,5 kg) / Kickboxen gegen Pedro Filipe am 15. November 2008 in Bilbao (Spanien)
- EM-Titel OPBU Weltergewicht (bis 67 kg) / K-1-Regeln gegen László Simon am 3. Oktober 2009 in Wien (Österreich)
- WM-Titel ISKA Halbweltergewicht (bis 64,5 kg) / Kickboxen gegen Denis Lukaschow (Rus) am 20. März 2010 in Wiener Neudorf (Österreich)
- seit 2013 amtierender ISKA-Europameister
- seit 2013 amtierender WKU-Weltmeister
- seit 2014 amtierender ISKA-Weltmeister

Sonstiges
- 2015: Goldenes Verdienstzeichen der Republik Österreich